# Set Your Goals

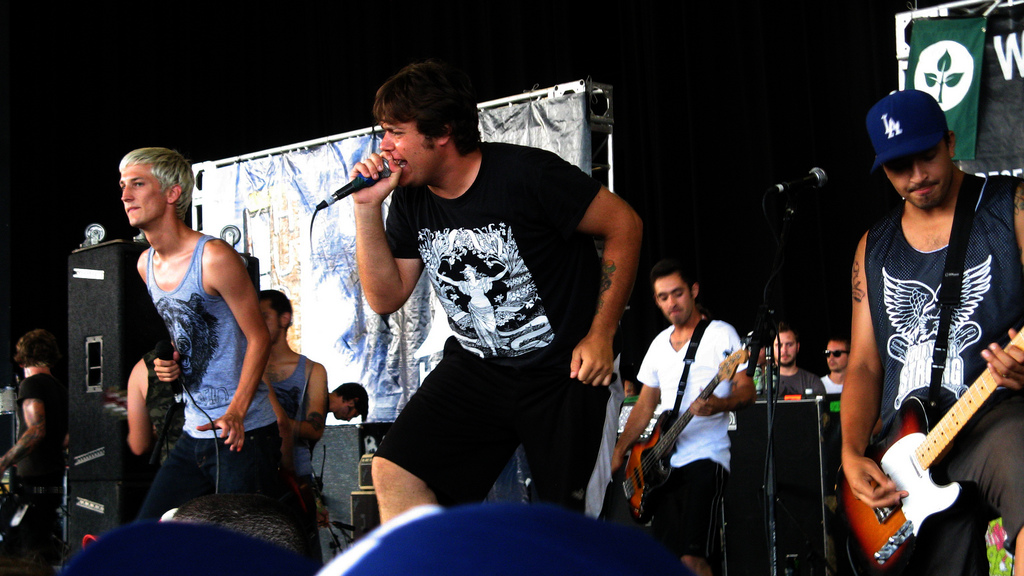
Set Your Goals in 2008

Set Your Goals is een Amerikaanse poppunkband met hardcore-invloeden uit San Francisco, Californië. De band werd opgericht in 2004.

## Bezetting

### Huidige bandleden
- Matt Wilson - zang
- Jordan Brown - zang
- Audelio Flores - gitaar
- Joe "Sauce" Saucedo - basgitaar
- Michael Ambrose - drums

### Voormalige bandleden
- Manuel Peralez - gitaar
- Daniel Coddaire - gitaar
- Dave Yoha - gitaar
- Israel Branson - basgitaar
- Michael Quirk - basgitaar

## Biografie
Set Your Goals werd in 2004 opgericht en bracht in 2004 hun debuut-ep Set Your Goals uit op Straight On Records. De ep werd heruitgebracht op Eulogy Recordings in 2006. Hun eerste full-album, getiteld Mutiny!, werd later dat jaar uitgebracht. Hierop volgde een korte Europese tour in 2006 met de Engelse band The Steal, waar ze nog een split mee uitbrachten. 
In de zomer van 2007 toerden ze dan uitgebreid door Europa.
Op 21 juli 2009 brachten ze hun tweede lp This Will Be The Death Of Us uit via Eulogy Recordings

## Discografie

### Albums
- Mutiny! - 2006
- This Will Be the Death of Us - 2009

### Ep's
- Set Your Goals - 2004
- Reset - 2006 (heruitgave van de ep uit 2004)

### Splits
- Steal Your Goals - 2006 (split met The Steal)